# Categorizzazione
La categorizzazione è il processo mediante il quale idee e oggetti sono riconosciuti, differenziati e compresi. La categorizzazione implica che gli oggetti siano raggruppati in categorie, di solito per uno scopo specifico. Idealmente, una categoria illumina una relazione tra i soggetti e gli oggetti della conoscenza. La categorizzazione è fondamentale nel linguaggio, nella previsione, nell'inferenza, nel processo decisionale e in tutti i tipi di interazione ambientale. È indicato che la categorizzazione gioca un ruolo importante nella  programmazione informatica.
Esistono molte teorie e tecniche di categorizzazione. In una visione storica più ampia, tuttavia, possono essere identificati tre approcci generali alla categorizzazione:
- Categorizzazione classica
- Raggruppamento concettuale
- Teoria del prototipo

## Visione classica
La categorizzazione classica compare per la prima volta nel contesto della filosofia occidentale nel lavoro di Platone, che, nel suo dialogo Politico, introduce l'approccio di raggruppare gli oggetti in base alle loro proprietà simili. Questo approccio è stato ulteriormente esplorato e sistematizzato da Aristotele nel suo trattato sulle Categorie, dove analizza le differenze tra classi e oggetti. Aristotele applicò anche intensivamente lo schema classico di categorizzazione nel suo approccio alla classificazione degli esseri viventi (che usa la tecnica di applicare domande restrittive successive come "È un animale o un vegetale?", "Quanti piedi ha?", " Ha pelo o piume? "," Può volare? "...), stabilendo in questo modo le basi per la tassonomia naturale.
La classica visione aristotelica afferma che le categorie sono entità discrete, caratterizzate da un insieme di proprietà che sono condivise dai loro membri. Nella filosofia analitica, si presume che queste proprietà stabiliscano le condizioni, che sono entrambe condizioni necessarie e sufficienti per catturare il significato.
Secondo la visione classica, le categorie dovrebbero essere chiaramente definite, reciprocamente esclusive e collettivamente esaustive. In questo modo, qualsiasi entità dell'universo di classificazione dato appartiene inequivocabilmente a una, e solo una, delle categorie proposte.

## Raggruppamento concettuale
Il raggruppamento concettuale è una variazione moderna dell'approccio classico e deriva dai tentativi di spiegare come viene rappresentata la conoscenza. In questo approccio, le classi (cluster o entità) vengono generate formulando prima le loro descrizioni concettuali e quindi classificando le entità in base alle descrizioni.
Il raggruppamento concettuale (conceptual clustering) si è sviluppato principalmente durante gli anni '80, come paradigma di apprendimento automatico, per l'apprendimento non supervisionato. Si distingue dal normale raggruppamento dei dati, generando una descrizione del concetto per ogni categoria generata.
Le attività di categorizzazione in cui le etichette di categoria vengono fornite per determinati oggetti sono indicate come classificazione supervisionata, apprendimento supervisionato o apprendimento di concetti. Le attività di categorizzazione in cui non vengono fornite etichette vengono definite classificazione non presidiata, apprendimento non supervisionato o clustering di dati. Il compito della classificazione supervisionata comporta l'estrazione di informazioni dagli esempi etichettati che consentono una previsione accurata delle etichette di classe degli esempi futuri. Ciò può implicare l'astrazione di una regola o un concetto relativo alle caratteristiche dell'oggetto osservato alle etichette di categoria, oppure potrebbe non implicare l'astrazione (ad es. teoria dell'esemplare). Il compito del clustering consiste nel riconoscere la struttura intrinseca in un set di dati e nel raggruppare gli oggetti insieme per similarità in classi. È quindi un processo di generazione di una struttura di classificazione.
Il raggruppamento concettuale è strettamente correlato alla teoria degli insiemi sfocati, in cui gli oggetti possono appartenere a uno o più gruppi, in vari gradi di idoneità.

## Teoria del prototipo
A partire dalla ricerca di Eleanor Rosch e George Lakoff negli anni '70, la categorizzazione può anche essere vista come il processo di raggruppamento di elementi basati su prototipi - l'idea di condizioni necessarie e sufficienti non è quasi mai soddisfatta in categorie di cose che accadono naturalmente. È stato anche suggerito che la categorizzazione basata sui prototipi è la base per lo sviluppo umano, e che questo apprendimento si basa sull'apprendimento del mondo attraverso l'incarnazione.
L'approccio cognitivo accetta che le categorie naturali siano "graduali" (tendono a essere sfocate ai loro confini) e incoerenti nello status dei loro membri costituenti.
I sistemi di categorie non sono oggettivamente "là fuori" nel mondo, ma sono radicati nell'esperienza delle persone. Le categorie concettuali non sono identiche per culture diverse o, in effetti, per ogni individuo nella stessa cultura.
Le categorie fanno parte di una struttura gerarchica se applicate a soggetti come la tassonomia nella classificazione biologica: livello superiore: livello di forma di vita, livello medio: livello generico o di genere, e livello inferiore: livello di specie. Questi livelli possono essere distinti da alcuni tratti che inseriscono un'entità nella sua categoria distintiva. Ma anche questi possono essere arbitrari e sono soggetti a revisione.
Le categorie a livello intermedio sono percettivamente e concettualmente più salienti. Il livello generico di una categoria tende a suscitare la maggior parte delle risposte e le immagini più ricche e sembra essere il livello psicologicamente basilare. Le tassonomie tipiche in zoologia, ad esempio, esibiscono la categorizzazione a livello di incarnazione, con somiglianze che portano alla formulazione di categorie "superiori" e differenze che portano alla differenziazione all'interno delle categorie.
Nell'ambito della modellazione computazionale di sistemi artificiali di ispirazione cognitiva, di recente sono stati sviluppati sistemi di categorizzazione concettuale ibrida in grado di esibire categorizzazioni basate su prototipi, esemplari e sulla teoria classica dei concetti .